# 중국항천과공집단

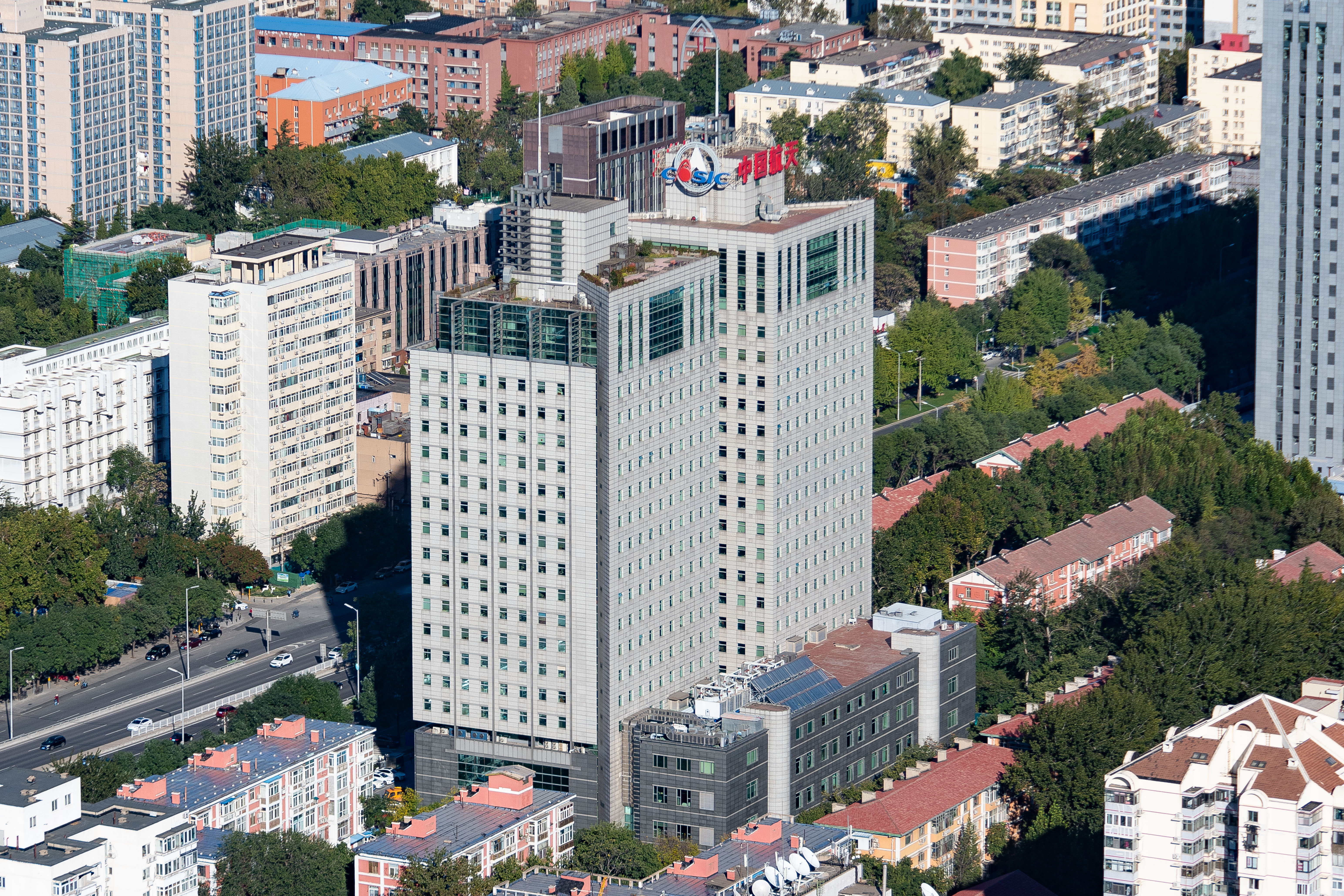
본사

중국항천과공집단(中国航天科工集团, China Aerospace Science and Industry Corporation, CASIC) 또는 중국항천과공집단유한공사는 다양한 우주선, 발사체, 전략 및 전술 미사일 시스템, 지상 장비를 설계, 개발 및 제조하는 중국 국영 기업이다. CASIC은 유인 우주 비행, 달 탐사 등 국가 프로젝트에 기여해 왔다. CASIC은 중국 최대의 미사일 제조사다.

## 같이 보기
- 중국항천과기집단공사
- 중국국가항천국
- 중국항공공업집단공사
- 중국 인민해방군 공군